# Конищева
Конищева — річка в Україні, у Мурованокуриловецькому районі Вінницької області. Ліва притока Теребижу (басейн Дністра).

## Опис
Довжина річки приблизно 2,4 км.

## Розташування
Бере початок у селі Конищів. Тече переважно на південний захід через Знаменівку і впадає у річку Трубиж, праву притоку Жвану.
Біля витоку річки проходить автошлях Т 0232.